# 김주영 (1952년)
김주영(1952년 9월 13일~)은 대한민국의 배우이자 성우이고 연극인이다.
충청남도 대전시에서 출생하였으며 지난날 한때 충청남도 천안군에서 잠시 유아기를 보낸 적이 있고 그 후 서울특별시에서 성장한 그는 중앙대학교 연극영화학과 학사 출신이며 1971년 연극배우로 첫 데뷔하였고, 같은 해 1971년 TBC 공채 6기 성우로 정식 데뷔하였으며 그로부터 2년 후 1973년 12월, MBC 공채 6기 탤런트로 이적하였다. 향후 1984년 성우협회를 탈퇴하였으며, 특히 1984년 KBS 한국방송공사 텔레비전 드라마 《딸이 더 좋아》에서 농익은 연기로 이름을 날렸다. 그는 주로 현대극 드라마보다는 사극 드라마에 많이 출연을 하였으며 골프와 검도에 특기가 있다.

## 출연작

### 텔레비전 드라마 & 텔레비전 시트콤
- MBC 일일연속사극 《안국동 아씨》
- MBC 일일연속사극 《간양록》
- MBC 농촌드라마 《전원일기》 ... 각종 단역
- MBC 특별기획드라마 《제1공화국》 ... 김삼룡 역 등을 비롯한 각종 단역
- MBC 주간연속극 《수사반장》 ... 각종 단역
- MBC 특별기획드라마 《조선왕조오백년 : 추동궁 마마》 ... 회안대군 이방간 역
- MBC 특별기획드라마 《조선왕조오백년 : 뿌리깊은 나무》 ... 최윤덕 역
- MBC 반공드라마 《3840 유격대》
- MBC 특별기획드라마 《조선왕조오백년 : 설중매》 ... 귀성군 이준 역
- MBC 베스트셀러극장 《달빛 자르기》
- MBC 특별기획드라마 《조선왕조오백년 : 임진왜란》 ... 허균 역
- MBC 특별기획드라마 《조선왕조오백년 : 회천문》 ... 허균 역
- MBC 주말연속극 《사랑과 야망》 ... 고동철 역
- MBC 특별기획드라마 《조선왕조오백년 : 인현왕후》 ... 김익훈 역
- MBC 특별기획드라마 《조선왕조오백년 : 한중록》 ... 김귀주 역
- MBC 특집드라마 《수난2대》
- MBC 특별기획드라마 《제2공화국》... 김무연 당시 경남도경 예하 거창 경찰서 간부 역
- MBC 일요드라마 《조선왕조오백년 : 대원군》...우범선 역
- KBS 수목드라마 《머슴아와 가이내》
- MBC 특별기획드라마 《여명의 눈동자》 ... 서강천 역
- MBC 미니시리즈 《질투》 ... 박성조 역
- KBS 대하드라마 《삼국기》 ... 윤충(성충의 동생)역
- MBC 특별기획드라마 《제3공화국》 ... 훗날 육군 준장 예편한 박원빈 육군 중령 역
- KBS 시츄에이션드라마 《신 손자병법》
- KBS 전원드라마 《대추나무 사랑 걸렸네》 ... 각종 단역
- SBS 월화드라마 《머나먼 쏭바강》 ... 주월사령부 사이공 CIC 방첩대 육군 상사 마준희(마 상사) 역
- MBC 주말시트콤 《김가 이가》 ... 박재호(우체부 박씨) 역
- KBS 설날특집드라마 《이선풍 저승유람》
- MBC 월화드라마 《도전》
- MBC 주간단막극 《조개탕 끓이는 남자》 ... 형사 역
- EBS 주간단막극 어린이 드라마 《언제나 푸른 마음》 ... 주임 선생님 역
- MBC 일일시트콤 《두 아빠》
- SBS 특별기획 《코리아게이트》 ... 관동군 대대장 지낸 예비역 일본군 육군 중좌 세지마 류조(이토추 상사 회장) 역
- MBC 특별기획드라마 《제4공화국》 ... 육군 제31보병사단장 정웅 예비역 대한민국 육군 소장 역
- MBC 주말드라마 《아파트》 ... 1995년 11월 2일까지 전직 서울 홍은동 서민 아파트 관리사무소장 박익술 역
- KBS 대하드라마 《찬란한 여명》 ... 홍계훈 역(1995년 10월 28일 ~ 1996년 11월 23일)
- KBS 월화드라마 《조광조》 ... 신윤무 역
- KBS 특집드라마 《검》
- KBS 납량특집 특별기획드라마 《전설의 고향 - 90년대 시리즈》 ... 깽이바다 편/내 혼백 남의 육신 편(저승차사 역)/숫돌바위 편/깍짓손 편
- KBS 청소년드라마 《스타트》
- SBS 주말 특별기획 드라마 《임꺽정》 ... 김륜 역
- SBS 일요시트콤 《LA아리랑》
- KBS 대하드라마 《용의 눈물》 ... 회안대군 이방간 역
- MBC 월화드라마 《의가형제》 ... 강릉병원 방사선과 황태석 과장 역
- MBC 청춘시트콤 《남자 셋 여자 셋》 ... 이제니 父 이겸 역(카메오)
- KBS 대하드라마 《왕과 비》 ... 민신 역
- MBC 주간 코미디 드라마 《여자 대 여자》 ... 경기도 포천 시골 군내면 용정리 도장 가게 대표 도장공 김주영 역(카메오)
- KBS 토요시트콤 《행복을 만들어 드립니다》 ... 뉴질랜드 교포 황태민 역(카메오)
- MBC 주간시트콤 《아니 벌써》 ... 양택조의 외종사촌 동생 조주영 역(카메오)
- MBC 창사38주년 특별기획드라마 《허준》 ... 황해 감사 역
- SBS 대기획 《덕이》(2000년 4월 22일 ~ 2000년 12월 31일)
- KBS 대하드라마 《태조 왕건》 ... 김위홍 역(2000년 4월 1일부터 2002년 2월 24일)
- KBS 메디컬 서스펜스 드라마 《RNA》 ... 경찰 1 역
- MBC 월요시트콤 《세 친구》 ... 안연홍의 엄마로 출연하는 이수나가 라디오 청취하던 라디오 사극 드라마 성우(국왕이 공경하는 전직 공조판서) 역으로 목소리 출연
- SBS 청춘시트콤 《골뱅이》 ... (목소리 출연)
- MBC 수목미니시리즈 《맛있는 청혼》 ... 윤칠성의 친구 역으로 단역
- MBC 일일연속극 《결혼의 법칙》
- KBS 특별기획드라마 《명성황후》 ... 이경하 역
- KBS 주말연속극 《아버지처럼 살기 싫었어》
- MBC 청춘시트콤 《뉴 논스톱》 ... 조인성의 아버지 조주영 역으로 카메오 단역
- SBS 청춘시트콤 《딱좋아!》
- KBS 대하드라마 《제국의 아침》 ... 김견술 역(2002년 3월 2일~2003년 1월 26일)
- KBS 대하드라마 《무인시대》 ... 조원정 역
- KBS HD 특별기획드라마 《해신》 ... 신라 민애왕 김명 역
- MBC 특별기획 주말드라마 《제5공화국》 ... 육군본부 헌병감 김진기 준장 역
- SBS 주말극장 《하늘이시여》 ... 방송국 팀장 역
- MBC 특별기획 주말드라마 《신돈》 ... 권겸 역
- KBS 대하드라마 《대조영》 ... 고사계 역
- KBS 월화드라마 《헬로!애기씨》
- KBS 대하드라마 《대왕 세종》 ... 경녕 지지세력 이숙번 역
- KBS HD 특별기획드라마 《바람의 나라》 ... 환나대가 역
- KBS 월화드라마 《최강칠우》 ... 용골대 역
- KBS 대하드라마 《천추태후》 ... 황보유의 역
- KBS 특별기획 역사드라마 《명가》 ... 경강 대행수
- tvN드라마 《조선X파일 기찰비록》 ... 이이첨 역
- KBS 아침드라마 《사랑하길 잘했어》 .... 오상무 역
- SBS 주말 특별기획 드라마 《신기생뎐》 ... 단철수 역
- KBS 특별기획 대하드라마 《광개토태왕》 ... 방초 역
- MBC 특별기획 주말드라마 《무신》 ... 이원정 역
- KBS 수목드라마 《칼과 꽃》 ... 해태수 역
- KBS 특별기획 대하드라마 《정도전》 ... 조민수 역
- KBS TV소설 《순금의 땅》 ... 박사장 역

### 영화
- 1984년: 《사슴 사냥》
- 1985년: 《월하의 사미인곡》,《여자의 대지에 비를 내려라》
- 1987년: 《성 리수일던》,《돌아이 3》
- 1989년: 《매춘 2》
- 1990년: 《매춘시대》,《코리안 커넥션》
- 1992년: 《백치 애인》
- 1994년: 《공포 특급
- 1995년: 《위대한 헌터 GJ》,《48+1》,《해병묵시록》
- 1996년: 《카루나》
- 1998년: 《마지막 시도》
- 2003년: 《할리우드 북쪽》
- 2008년: 《사랑과 전쟁 : 12번째 남자》

### 연극
- 1999년: 《봄봄》

### 라디오 프로그램
- 2015년 EBS 《EBS 책 읽는 라디오 낭독 시리즈》